# Ingeborg af Danmark (13. århundrede)
 For alternative betydninger, se Ingeborg af Danmark. (Se også artikler, som begynder med Ingeborg af Danmark)
Ingeborg af Danmark (ca. 1244 – 26. marts 1287) var datter af den danske konge Erik 4. Plovpenning (1216 – 1250) og hans dronning Jutta af Sachsen. Hun blev 14. september 1261 gift i Bergen med Magnus Lagabøter (= Lovbøder, lovforbedreren), der var konge af Norge fra 1263 til 1280. Sammen fik de sønnerne Erik og Håkon, som begge blev konger af Norge.

## Opvækst
Ingeborg var en af de fire "plovpenningdøtre". Ældst var Sofia, der blev gift med Valdemar Birgersson af Sverige og dermed svensk dronning. Så kom Ingeborg selv, derefter Jutta (født 1246) og Agnes (født 1249).
I 1250, da Ingeborg var seks år, blev hendes far dræbt i et baghold, arrangeret af hans egen lillebror, hendes farbror Abel. Da kong Erik kun efterlod sig døtre, var Abel hans arving til tronen og lod sig udråbe til konge, efter at hans egne mænd havde sværget offentligt på hans uskyld. To år senere blev Abel selv dræbt under et bondeoprør. Abel efterlod sig i modsætning til Erik en mandlig arving, der imidlertid studerede i Tyskland, og på vej hjem for at overtage tronen blev han taget til fange af ærkebiskoppen af Köln. Eriks og Abels yngste bror, Christoffer, undlod dog at betale løsepenge for nevøen. I stedet for udråbte han sig selv til Danmarks konge. Da Abels søn omsider kom hjem, blev der borgerkrig, hvor han undervejs fik titlen hertug af Sønderjylland. Ingeborg og hendes tre søstre blev kastebolde i dette magtspil. Deres mor var død, og farbroren, kong Christoffer, gjorde sig selv til deres formynder. Hans sidste politiske handel var at få giftet niecen Sofia med den svenske konge for på den måde at skaffe sig den mægtige Birger Jarls støtte i kampen mod nevøen i Sønderjylland. Det var i realiteten Birger Jarl, der regerede Sverige på vegne af sin uduelig søn, kong Valdemar.

## Ægteskabet med Magnus
Ingeborgs ægteskab var et led i hendes svigerfaders, Håkon 4. Håkonsson, anti-danske politik med at få Halland tilbage fra Danmark. Håkon ledte derfor efter en dansk prinsesse som ægtefælle til sin sidste levende søn, Magnus. Ingeborg egnede sig udmærket, da hun var arveberettiget til en række store godser spredt omkring i Danmark, i tillæg til Rold i Himmerland og byen Skanderup. Kontrol over denne arv ville give den norske kongefamilie et solidt fodfæste på dansk jord.
Da Christoffer 1. var død, sendte kong Håkon en forespørgsel til hans enke, Margrete Sambiria, også kendt som "Sorte Grete" og "Margrete Sprænghest", om hun som Ingeborgs formynder ville give sin tilladelse til et ægteskab mellem pigen og hans søn, den norske tronarving Magnus. Men dronningen havde været meget imod Sofias ægteskab med den svenske konge og ville i hvert fald ikke tabe kontrollen over flere af "plovpenning-pigerne", så hun sørgede for at få den syttenårige Ingeborg indespærret i et dominikanerkloster ved Horsens.
Det fik nu ikke kong Håkon til at tabe modet. I stedet for sendte han sommeren 1261 en ny delegation, bestående af syv krigsskibe og flere hundrede mænd, af sted under ledelse af biskoppen af Oslo, som også hed Håkon. Margrete Sambiria var imidlertid optaget af krigen, hun havde indledt mod sin svoger, kong Abels familie. Biskop Håkon besluttede så at tage direkte til Horsens, hvor han personligt gik op til klostret, der holdt Ingeborg indespærret, fortalte hende om sit ærinde, og bad hende om at bestemme, om hun ville følge med eller ej. Ingeborg foretrak en fremtid som norsk dronning frem for et liv som nonne og bad biskoppen om at komme tilbage efter hende, når hun havde pakket og gjort sig klar til afrejse. Men på sejladsen nordover fik nordmændene øje på en stor krigsflåde, der førte Birger Jarls banner. Det var kendt, at han nylig var blevet enkemand og gerne ville giftes med Ingeborg, der var søster til hans svigerdatter Sofia. Nordmændene kunne hurtigt regne ud, at Birger Jarl også var på frierfærd, så de undlod at svare sendebuddet, han sendte hen til deres flåde med spørgsmål om deres ærinde, og sejlede i stedet for hurtigt tilbage til klostret, hvor de bevæbnet bad om at møde Ingeborg. Sammen med nogle tjenere og to danske riddere, der havde sværget hende troskab, skyndte hun sig ned til skibene sammen med det norske følge. Så hurtigt det lod sig gøre, sejlede de mod nord.
Først kom de til Tønsberg, hvor de hvilede ud. Derefter gik færden mod Bergen, hvor brylluppet skulle stå, men et kraftigt uvejr blæste op, og det tog skibene tre uger at kæmpe sig fremad en strækning, der normalt kunne tilbagelægges på en uge. Da de omsider drejede ind i Bergen havn, blæste det så slemt, at de måtte lægge til ved Laksevåg (Bergens nuværende værftsområde) i stedet for i den egentlige havn. Dagen efter blev kong Håkon og junker Magnus roet over fjorden til dem for at møde den forkomne danske prinsesse. Til gengæld blev bryllups- og kroningsfesten den mest storslåede fest, der nogensinde var afholdt i Norge. Henved 2.000 gæster medbragte dertil tjenere, kammerpiger, oppassere, livvagter, osv. Håkonshallen, der også i dag dominerer indsejlingen til Bergen, blev ved den anledning for første gang taget i brug. Nu var Erik Plovpennings to ældste døtre blevet dronninger i andre lande. Tilbage i Danmark var kun de to yngste, Agnes og Jutta. Enkedronning Margrete Sambiria fik dem hurtigst muligt ind som nonner i et dominikanerkloster i Roskilde, men heller ikke dem kunne hun i længden holde indespærret. I 1271 greb de muligheden for at flygte fra Danmark og nåede frem til storesøsteren Sofia i Sverige. Installeret ved sin svogers luksuriøse hof indledte Jutta et forhold til kong Valdemar.

## Dronning af Norge
Magnus Lagabøter var en stærk konge, der forstod at balancere forholdet til gejstligheden, stormændene og rivaliserende udenlandske magter, men han var også stærkt tynget af sit ansvar. På en rejse tilstod han en gang overfor sine nærmeste mænd, at han så frem til den dag, da døden ville sætte ham fri. Og i foråret 1280, efter sytten år som konge, blev Magnus syg. 1.maj fyldte han toogfyrre år og tilbragte dagen i sygeseng hjemme i Bergen. Hærget af feber fik han tilkaldt ærkebiskop Jon Raude fra Trondheim, så den ældste søn, den elleveårige junker Erik, kunne krones, straks han selv var borte. Allerede i 1273, efter at Ingeborgs og Magnus' to ældste sønner var døde, var Erik som femårig givet kongetitel og udråbt til sin fars tronarving, mens den treårige Håkon fik titel af hertug. Alle fremstående mænd i Norge havde sværget drengene troskab, og med tanke på fremtidig rivalisering drengene imellem havde Magnus sikret, at Håkon i fjortenårsalderen skulle arve en tredjedel af riget med Oslo som hovedsæde som sit hertugdømme. Det var denne tilknytning til Oslo, der gjorde, at Håkon i sin regeringstid flyttede hovedstaden fra Bergen til Oslo.
Modsat sin lillebror Håkon havde Erik ikke gode evner. Han kunne f.eks ikke læse eller skrive, og Ingeborg som enkedronning blev derfor den, man lyttede til. Den skotske Lanercost-krønike  går så langt som til at påstå, at Erik også var født som vanskabning, mere som bjørn end menneske, og at kong Magnus lod den nyfødte svøbe og ligge natten over på et alter for Frans af Assisi i Bergen, hvor han så i nattens løb blev forvandlet til en normal dreng.
I 1282, da Ingeborgs fætter, kong Erik Klipping, og hans mor, enkedronning Margrete Sambiria, afholdt det årlige rigsmøde på Nyborg slot, talte de fremmødte også repræsentanter for de fire plovpenningsøstre, der nu gjorde krav på arven fra deres far. Magnus Lagabøter havde aldrig lagt pres bag sin kones ret til hendes farsarv, men nu, hvor han var død og Erik Klipping og hans mor var politisk svækkede, begyndte Ingeborg sammen med sine søstre kampen for at genvinde det tabte. Et samlet dansk aristokrati fik at høre, hvor uretfærdigt og nedværdigende de fire søstre var blevet behandlet af Erik Klipping og hans mor. Jutta mødte ovenikøbet frem i egen person og var også den eneste, der fik tilkendt sin arv – som hun dog aldrig fik nogen glæde af, da hun døde senere samme år, kun seksogtredive år gammel.
Ingeborg var kun et par og fyrre år, da hun blev dødssyg ud på vinteren 1286/87. Hun døde i Bergen lige før påsken 1287 og blev gravlagt i byen først i april på den tid, hendes yngste søn Håkon fyldte sytten år. Begge sønnerne var til stede under ceremonien. Med hende forsvandt det centrum, der holdt det norske aristokrati samlet, og ledelsen blev splittet mellem en svag konge (hendes søn Erik), en viljestærk ung hertug (Eriks lillebror Håkon), og den magtglade jarl Alv Erlingsson, der endte på hjul og stejle i Helsingborg i 1290.